# Heraclia pardalina
Heraclia pardalina là một loài bướm đêm trong họ Noctuidae.